# Polymera niveitarsis
Polymera niveitarsis är en tvåvingeart som beskrevs av Alexander 1913. Polymera niveitarsis ingår i släktet Polymera och familjen småharkrankar. Inga underarter finns listade i Catalogue of Life.